# Таджикская философия
Таджикская философия — философская мысль таджикского народа. 
Формирование таджикской философии тесно связано с формированием таджикского национального сознания. Таджики — единственная государствообразующая нация Средней Азии, говорящая на языке иранской группы, посему таджиками обыкновенно считаются среднеазиатские ираноязычные народы, чья мысль восходит к «Авесте» — священному канону зороастризма. В рамках зороастризма сформировался тройственный идеал праведника: добрые мысли, добрые речи, добрые дела или благие мысли, благие слова и благие деяния. На основе зороастрийских представлений о бесконечном времени как первоначальной субстанции возникло пантеистическое учение зерванизма. В начале I тыс. н.э. большое влияние приобрели манихейство и маздакизм, воспринявшие от зороастризма учение о борьбе Добра и Зла. Социальная доктрина маздакизма провозглашала идеи справедливости и равенства людей.

## Арабское влияние
С эпохой арабских завоеваний в Таджикистан приходит ислам. Значительное распространение получил восточный аристотелизм, развивавшийся Ибн Синой и его последователями (в том числе и Омаром Хайямом). Учение Ибн Сины содержало некоторые пантеистические элементы (идея вечности мира, эмпирические моменты в теории познания и др.). Продолжением традиций античной философии явилось учение Фахр ад-Дина ар-Рази, который признавал естественные закономерности в природе и обществе и утверждал познаваемость мира. Получили распространение передовые идеи Бируни, противопоставлявшего религиозной картине мира естественно-научное понимание природы. 
Параллельно восточному аристотелизму развивался калам — схоластическая философия ислама, возникшая в 8 в. и получившая широкое распространение в 9—14 вв. Сторонники калама (Газалии Фахриддин Рози) отстаивали идею сотворения мира, утверждали зависимость его от божественной воли.
В 11 в. значительное влияние приобрёл исмаилизм, философская доктрина которого сложилась на основе неоплатонизма и аристотелизма. С исмаилизмом была связана философия Насира Хосрова. В учении о гармоническом строении Вселенной исмаилиты уподобляли её структуру («макрокосм») строению человеческого тела («микрокосму»). 
В 10—13 вв. большое распространение получил суфизм, философская догматика которого во многом противостояла правоверному исламу. Теоретические основы суфийских учений разработали таджикско-персидские мыслители Абу Сайд Мейхани, Харакани, Сулами, Кушайри, Санаи, Аттар, Руми. Будучи неоднородным течением, суфизм представлял собой форму восточного вольнодумства, сочетая мистический пантеизм с элементами рационального мышления. Согласно Руми, мир пронизан борьбой противоположностей, стремящихся к гармонии; вещи постигаются через противоположности и т. д. Джами развивал учение о совершенном человеке и социальную утопию справедливого общественного устройства и равенства людей. 
С 16 в. в идеологической жизни общества доминирующими становятся религиозно-идеалистические направления (калам, догматическая мусульманская философия, благочестиво-аскетический суфизм и др.), против которых выступали таджикские писатели (Бинои, Васифи, Сайидо Насафи). В условиях безраздельного господства ислама определённое прогрессивное значение имело философское учение Бедиля, сочетавшее идеи индуизма, восточного аристотелизма, неоплатонизма и суфизма; Бедиль оказал значительное влияние на развитие общественной мысли таджикского и др. народов Средней Азии.

## Российское влияние
После присоединения Средней Азии к России в Т. под воздействием передовой русской общественно-политической мысли возникло демократическое просветительское направление (Ахмад Дониш его последователи — Мухаммад Хайрат, доктор Собир, Асири, С. Айни др.), выдвинувшее на первый план идеи национального прогресса и социальной справедливости и выступившее с критикой средневековых феодальных порядков. После свержения монархии в России, в Таджикистане усилилась пропаганда идей пантюркизма
После установления в Таджикистане советской власти, были организованы кафедры философии, на которых изучался диалектический и исторический материализм, была проведена работа по переводу философских сочинений на таджикский язык и унификация философской терминологии. В 1951 году был учрежден Отдел философии при Академии наук республики. В работах С. Айни, А. А. Семенова, А. М. Богоутдинова, З. Ш. Раджабова, М. Болтаева, Г. А. Ашурова, М. Диноршоева, М. Раджабова и др. анализируются проблемы единства национального и интернационального в истории таджикской культуры и философии, выявляются общие и особенные закономерности её развития, характер взаимодействия её с др. философскими культурами, разоблачается реакционная сущность европоцентристских и азиоцентристских концепций. Ведутся исследования в области диалектического и исторического материализма, научного коммунизма, философских вопросов естествознания, в которых анализируются законы и категории материалистической диалектики, объективные закономерности исторического развития и сознательной деятельности людей, проблемы воспитания нового человека, формирования социалистических наций, методологические вопросы современной науки и др. (С. Умаров, М. С. Асимов, С. Б. Морочник, В. И. Приписнов, М. Гафарова, А. Турсунов, И. Шарипов, С. А. Раджабов, К. Сабиров, М. Камилов). В исследованиях по научному атеизму разрабатываются вопросы формирования научно-материалистического мировоззрения, изучаются причины сохранения религиозных пережитков и пути их преодоления, критически анализируются различные религиозные концепции (А. Базаров, Р. Маджидов).

## Современность
После распада СССР коммунистическая идеология была предана забвению, однако таджикские философы сохранили уважение к философии Гегеля, замечая в его диалектике родство с средневековым суфизмом. Таджикская философия рассматривается как философия национального самосознания (Шуубия). Одним из вызовов современной таджикской философии является ортодоксальный ислам.